# Prometheomyini
Prometheomyini – plemię ssaków z podrodziny karczowników (Arvicolinae) w obrębie rodziny chomikowatych (Cricetidae). 

## Podział systematyczny
Do plemienia należy jeden występujący współcześnie rodzaj:
- Prometheomys Satunin, 1901 – prometeuszek – jedynym przedstawicielem jest Prometheomys schaposchnikowi Satunin, 1901 – prometeuszek gruziński

Opisano również rodzaje wymarłe: 
- Nevadomys Mou Yun, 2011[7]
- Stachomys Kowalski, 1960[8]